# مرسدس-بنز سری-ال (کامیون)

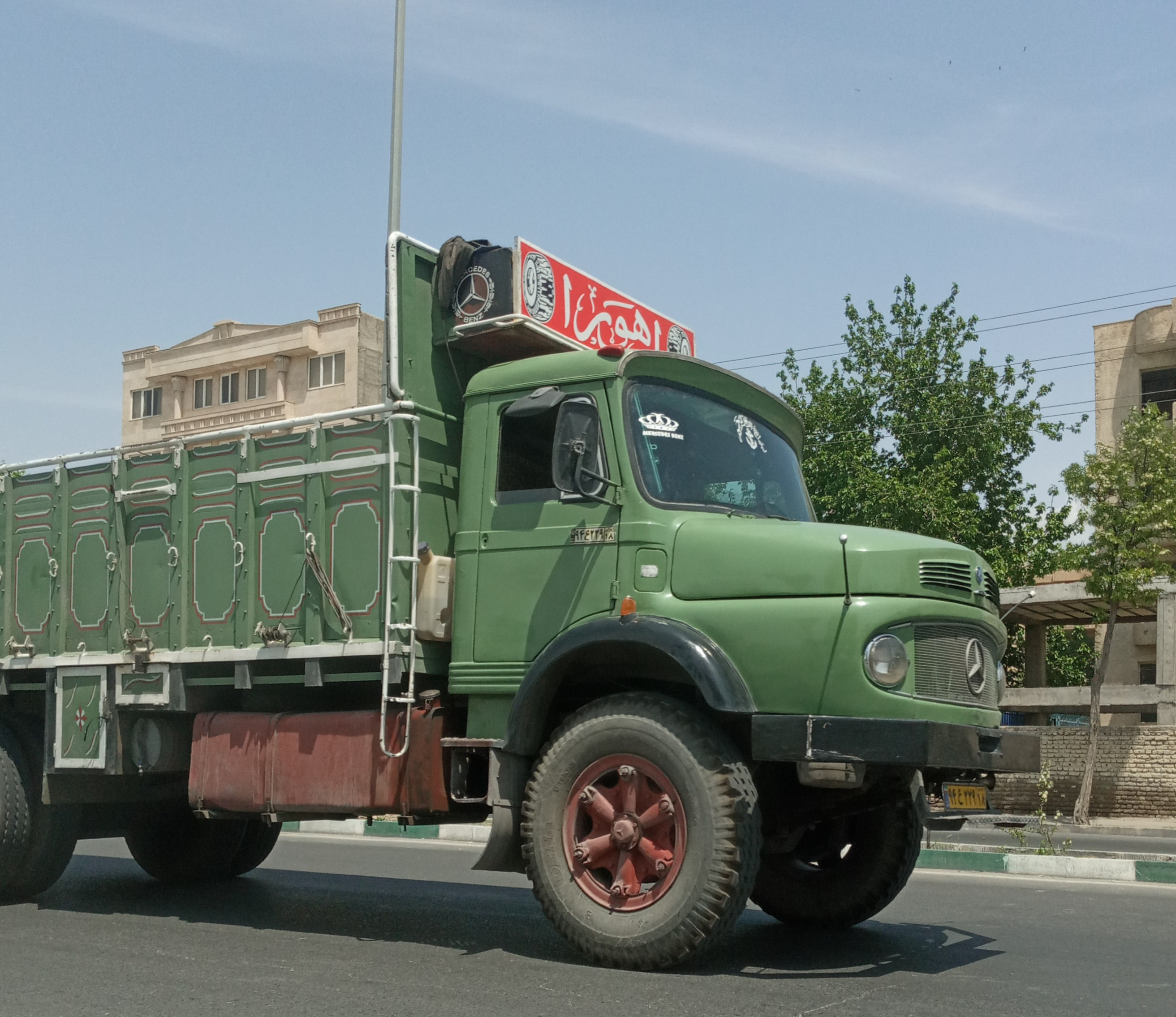
مرسدس-بنز سری ال

کامیون‌های سری ال مرسدس بنز (به انگلیسی: Mercedes-Benz L-series truck) که در ایران با نام بنز مایلر (به آلمانی: Meiller) شناخته می‌شوند، یک مدل کامیون دماغ‌دار طراحی دایملربنز است. مایلر در سیستم تعلیق و زیربندی تفاوت اساسی با سایر کامیون‌های سری ال مرسدس بنز داشت. مایلر در ایران با رنگ نارنجی تولید می‌شد. در زمین‌های ناهموار و معادن مزیت‌های مایلر به خوبی مشخص شد و با استقبال بی‌سابقه گروهی از مشتریان که کاربردهای این چنینی از کامیون داشتند مواجه شد.

## تاریخچه

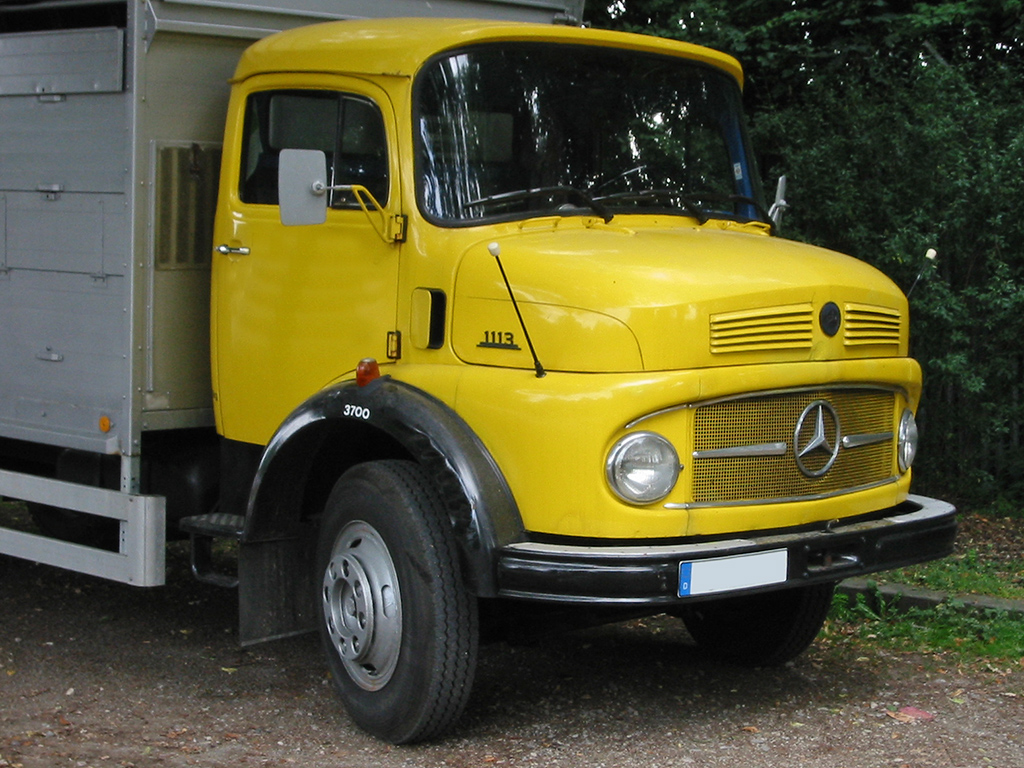
بنز مایلر در حال حمل کانتین

نخستین تولید این سری در سال ۱۹۵۹ در آلمان و برای مصرف داخلی انجام شد ولی تولید برای صادرات آن تا سال ۱۹۹۵ ادامه داشت. سری ال صادرات بسیار موفقی داشت و به‌سرعت در خاورمیانه، آفریقا و آمریکای جنوبی مشهور شد و بکار گرفته شد.

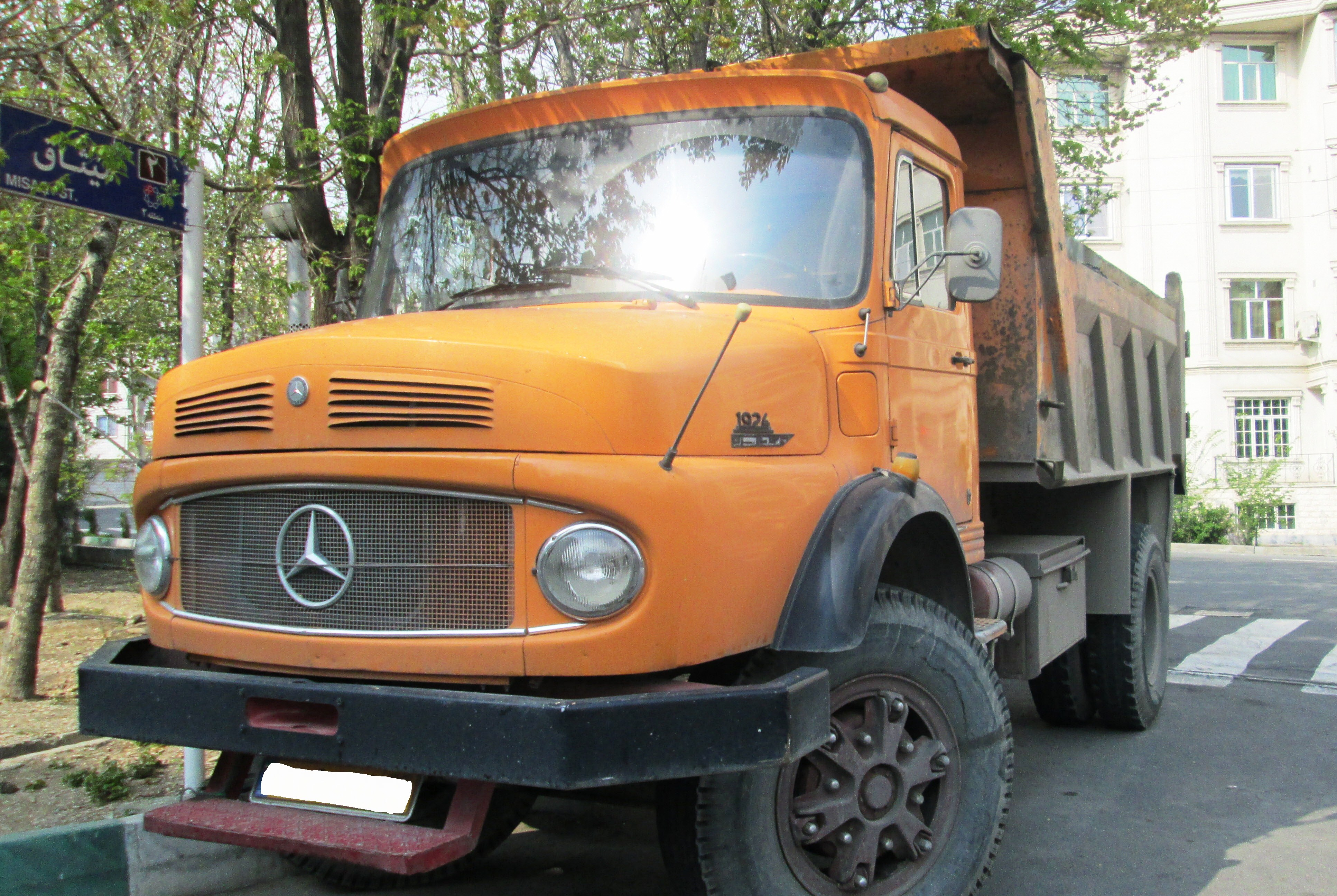
مرسدس بنز ال ۱۹۲۴، ساخت ایران خودرو دیزل

مدل‌های سبکتر که برای مسافت‌های کوتاه و ساخت‌وساز بود در کارخانه شهر مانهایم، و مدل‌های سنگینتر برای مسافت‌های طولانی در کارخانه شهر گاگناو تولید می‌شدند.
در سال ۱۹۶۲، مدل ۱۹تنی با قدرت بیشتر، با نام L334C ساخته و به‌طور عمده صادر شد.
سری ال همچنین در ایران، به‌طور فراوان وارد و پس از مدتی در داخل ایران تولید شدند و به بنز مایلر معروف شدند. هم‌اکنون، ایران خودرو دیزل، این سری را در دو مدل ۲۶۲۴ و ۱۹۲۴ با نام خاور، تولید می‌کند. مدل ۲۶۲۸ نیز دیگر تولید نمی‌شود. مرسدس بنز LAK 2624 نوع سه دیفرانسیل می‌باشد و احتمالاً هنوز ۲۶۲۸ سه دیفرانسیل در ایران مانده باشد که کاربرد غیر شخصی دارد.
ادامه تولید این کامیون‌ها با تغییراتی در قسمت پیشرانه و جعبه دنده، همچنین نصب هواکش‌های بزرگ‌تر به همراه حفاظ‌های فلزی جلو، عقب و طرفین در ایران ادامه دارد.

## مدل‌های تولید شده در ایران
مرسدس بنز مایلر در ایران، از سال ۱۳۳۸ تاکنون در حال تولید است. بیشتر این کامیون‌ها با رنگ نارنجی تولید شده است. مدل‌های تولید شده در ایران:

### ۹۱۱
سبک‌ترین نسخه تولید شده در ایران بنز ۹۱۱ است که ۱۳۰ اسب‌بخار قدرت تولید می‌کند و ۹ تن وزن ناخالص آن است. بعضی از کامیون‌های ۹۱۱ دارای توربوشارژ و دو دیفرانسیل می‌باشند که کاربرد نظامی دارند و به اشمیتز معروف هستند. این نسخه در سال ۱۳۴۱ در خط تولید خاور قرار گرفت؛ این نسخه از سال ۱۳۳۸ تا سال ۱۳۷۵ تولید شد

### ۱۱۱۳
نسخه ۱۳۰ اسبی با وزن ناخالص ۱۱ تنی دارای موتور مشترک با ۹۱۱.

### ۱۳۱۳
نسخه ۱۳۰ اسبی با وزن ناخالص ۱۳ تنی دارای موتور مشترک با ۹۱۱.

### ۱۵۱۳
نسخه ۱۳۰ اسبی با وزن ناخالص ۱۵ تنی.

### ۱۹۲۱
اولین نسخه تولید شده مایلر در ایران که در سال ۱۳۳۸ عرضه شد. این کامیون می‌تواند ۲۱۰ اسب‌بخار تولید کند و قابلیت جابجایی ۱۰ تن را دارد. وزن ناخالص این کامیون ۱۹ تن است. این کامیون دو محور است و تولید این کامیون در سال ۱۳۷۸ متوقف شد.

### ۱۹۲۴
این نسخه همانند ۱۹۲۱ است و تنها تفاوت آنها در بخش فنی است که این نسخه از موتور OM355 استفاده می‌کند و قادر به تولید ۲۴۰ اسب‌بخار و ۱۰۵۰ نیوتن‌متر است. در حال حاضر این کامیون در حال تولید است.

### ۲۶۲۴
نسخه سه محور بنز ۱۹۲۴؛ قابلیت بارگیری ۱۵ تن دارد و وزن ناخالص این کامیون ۲۶ تن است. این کامیون هم هنوز تولید می‌شود.

### ۲۶۲۸
این کامیون سه محور از موتور OM355 LA بهره می‌برد که می‌تواند ۲۸۵ اسب‌بخار و ۱۰۶۰ نیوتن‌متر تولید کند. این موتور ۶ سیلندر از یک سوپرشارژر استفاده می‌کند.

### ۲۶۳۰
یک کشنده است که با مجهز شدن موتور OM355 به توربوشارژر و اینترکولر قدرت آن افزایش پیدا کرد و ۳۰۰ اسب‌بخار و ۱۲۰۰ نیوتن‌متر را می‌تواند تولید کند.